# The Very Best (álbum de INXS)
The Very Best es un álbum recopilatorio de grandes éxitos del grupo de rock australiano INXS en 2011. Inicialmente alcanzó el puesto 39.
Tras la emisión de INXS: Never Tear Us Apart, una miniserie australiana que relataba la historia de INXS y que comenzó el 9 de febrero de 2014 en el canal Seven Network, el álbum volvió a entrar en las listas de éxitos, alcanzando el puesto número 1. Cuando la miniserie se proyectó en Nueva Zelanda en agosto de 2014, el álbum también se ubicó en las listas, alcanzando de igual forma el número 1.

## Listado de canciones
El álbum fue lanzado en tres formatos; una versión de un solo CD, una versión de doble CD y una versión de doble CD con DVD. Más tarde se editaría una edición en disco de vinilo.

### Edición Estándar
| The Very Best |                                             |                                                                                               |          |  |
| N.º           | Título                                      | Escritor(es)                                                                                  | Duración |  |
| 1.            | «Need You Tonight»                          | Andrew Farriss y Michael Hutchence                                                            | 3:02     |  |
| 2.            | «Mystify»                                   | Andrew Farriss y Michael Hutchence                                                            | 3:19     |  |
| 3.            | «Suicide Blonde»                            | Andrew Farriss y Michael Hutchence                                                            | 3:53     |  |
| 4.            | «Taste It»                                  | Andrew Farriss y Michael Hutchence                                                            | 3:20     |  |
| 5.            | «Original Sin»                              | Andrew Farriss y Michael Hutchence                                                            | 5:18     |  |
| 6.            | «Heaven Sent»                               | Andrew Farriss                                                                                | 3:20     |  |
| 7.            | «Disappear»                                 | Jon Farriss y Michael Hutchence                                                               | 4:10     |  |
| 8.            | «Never Tear Us Apart»                       | Andrew Farriss y Michael Hutchence                                                            | 3:05     |  |
| 9.            | «The Gift»                                  | Jon Farriss y Michael Hutchence                                                               | 4:04     |  |
| 10.           | «Devil Inside»                              | Andrew Farriss y Michael Hutchence                                                            | 5:15     |  |
| 11.           | «Beautiful Girl»                            | Andrew Farriss                                                                                | 3:29     |  |
| 12.           | «By My Side»                                | Andrew Farriss y Kirk Pengilly                                                                | 3:06     |  |
| 13.           | «Kiss the Dirt (Falling Down the Mountain)» | Andrew Farriss y Michael Hutchence                                                            | 3:55     |  |
| 14.           | «Elegantly Wasted»                          | Andrew Farriss y Michael Hutchence                                                            | 4:34     |  |
| 15.           | «New Sensation»                             | Andrew Farriss y Michael Hutchence                                                            | 3:41     |  |
| 16.           | «What You Need»                             | Andrew Farriss y Michael Hutchence                                                            | 3:36     |  |
| 17.           | «Listen Like Thieves»                       | Andrew Farriss y Michael Hutchence                                                            | 3:48     |  |
| 18.           | «Just Keep Walking»                         | Andrew Farriss, Tim Farriss, Jon Farriss, Michael Hutchence, Garry Gary Beers y Kirk Pengilly | 2:44     |  |
| 19.           | «Bitter Tears»                              | Andrew Farriss y Michael Hutchence                                                            | 3:50     |  |
| 20.           | «Baby Don't Cry»                            | Andrew Farriss                                                                                | 4:47     |  |

### Edición Limitada
| The Very Best CD 2 |                                                   |                                                                                               |          |  |
| N.º                | Título                                            | Escritor(es)                                                                                  | Duración |  |
| 1.                 | «Don't Change»                                    | Andrew Farriss, Tim Farriss, Jon Farriss, Michael Hutchence, Garry Gary Beers y Kirk Pengilly | 4:24     |  |
| 2.                 | «The One Thing»                                   | Andrew Farriss y Michael Hutchence                                                            | 3:24     |  |
| 3.                 | «Shining Star»                                    | Andrew Farriss                                                                                | 3:44     |  |
| 4.                 | «The Stairs»                                      | Andrew Farriss y Michael Hutchence                                                            | 4:56     |  |
| 5.                 | «Please (You Got That ...)»                       | Andrew Farriss y Michael Hutchence                                                            | 3:02     |  |
| 6.                 | «Burn for You»                                    | Andrew Farriss y Michael Hutchence                                                            | 4:59     |  |
| 7.                 | «I Send a Message»                                | Andrew Farriss y Michael Hutchence                                                            | 3:24     |  |
| 8.                 | «The Loved One»                                   | Ian Clyne, Gerry Humphreys y Rob Lovett                                                       | 3:37     |  |
| 9.                 | «This Time»                                       | Andrew Farriss                                                                                | 3:11     |  |
| 10.                | «Shine Like It Does»                              | Andrew Farriss y Michael Hutchence                                                            | 3:05     |  |
| 11.                | «Stay Young»                                      | Andrew Farriss y Michael Hutchence                                                            | 3:25     |  |
| 12.                | «Kick»                                            | Andrew Farriss y Michael Hutchence                                                            | 3:14     |  |
| 13.                | «Calling All Nations»                             | Andrew Farriss y Michael Hutchence                                                            | 3:03     |  |
| 14.                | «To Look at You»                                  | Andrew Farriss                                                                                | 3:55     |  |
| 15.                | «Good Times»                                      | George Young y Harry Vanda                                                                    | 3:52     |  |
| 16.                | «Need You Tonight" (mash-up)»                     | Andrew Farriss y Michael Hutchence                                                            | 3:50     |  |
| 17.                | «New Sensation (live at the Edinburgh Playhouse)» | Andrew Farriss y Michael Hutchence                                                            | 4:06     |  |
| 18.                | «What You Need (live at the Edinburgh Playhouse)» | Andrew Farriss y Michael Hutchence                                                            | 5:26     |  |
| 19.                | «Mystify (live at the Edinburgh Playhouse)»       | Andrew Farriss y Michael Hutchence                                                            | 3:29     |  |
| 20.                | «Disappear (live at the Brixton Academy)»         | Jon Farriss y Michael Hutchence                                                               | 3:57     |  |

| The Very Best DVD |                                                               |          |  |
| N.º               | Título                                                        | Duración |  |
| 1.                | «INXS: The Very Best documentary»                             |          |  |
| 2.                | «Taste It (Top of the Pops)»                                  |          |  |
| 3.                | «The Strangest Party (These Are the Times) (Top of the Pops)» |          |  |
| 4.                | «Never Tear Us Apart (Jools Holland)»                         |          |  |
| 5.                | «Need You Tonight (promo)»                                    |          |  |
| 6.                | «New Sensation (promo)»                                       |          |  |
| 7.                | «Beautiful Girl (promo)»                                      |          |  |
| 8.                | «Suicide Blonde (promo)»                                      |          |  |
| 9.                | «The Gift (promo)»                                            |          |  |

## Rendimiento del álbum
The Very Best debutó y alcanzó el puesto 39 en Australia el 6 de noviembre de 2011. Cuando comenzó la promoción de la miniserie, volvió a entrar en las listas de éxitos en el número 13 el 10 de noviembre de 2013. Con la emisión de la miniserie en febrero de 2014 , el álbum subió lentamente al número uno el 17 de febrero de 2014. Se convirtió en el primer recoplitario de éxitos de INXS que llegó al número uno en Australia.
The Very Best tardó 77 semanas en alcanzar el número uno y tiene el récord de la mayor cantidad de semanas para ascender al número uno en la historia de las listas ARIA.

## Relación de ediciones
Álbum The Very Best
| Formato | Región         | Sello             | Nº de catálogo | Fecha                       |
| CD      | Australia      | Universal Records | 5335934        | 2011                        |
| CD      | Europa         | Universal Records | 0600753359341  | 2011                        |
| CD      | Australia      | Universal Records | 5336000        | 2011 (edición limitada)     |
| CD      | Europa         | Universal Records | 0600753360002  | 2011 (edición limitada)     |
| LP      | Estados Unidos | Atlantic Records  | R1 565968      | 2018 (2 vinilos 180 gramos) |
| LP      | Europa         | Universal Records | 0602557887068  | 2019 (2 vinilos 180 gramos) |